# Картинно-фрустрационен тест
Картинковият тест на Розенцвайг за фрустрация (Rosenzweig Picture-Frustration study) (P-F) (известен още и като пробата на Розенцвайг) е полупроективен инструмент, състоящ се от 24 сходни на комикси рисунки, всяка от които представлява фрустрираща ежедневна ситуация, подходяща за възрастта на респондента и включваща двама души. Лявата фигура е изобразена като казваща думи, които фактически са фрустриращи за другия човек или които описват ситуацията като фрустрираща. При формите за възрастни и юноши изследваното лице е инструктирано да разгледа картинките внимателно и да напише в „балончето“ над главата на дясната фигура първата мисъл за това, което е било казано като отговор на думите на другия човек. При малките деца изследващият записва отговорите.
Всеки отговор се оценява по два начина: посока на агресията (към средата, към респодента или чрез избягване – към нито едно от тях) и второ, типът агресия (пречка-доминантност, при което отговорът подчертава бариерата, причиняваща фрустрацията; его защита и потребност от упорство, при което първоначалната цел продължава да съществува независимо от фрустрацията.